# Narteciàcies
Les narteciàcies (Nartheciaceae) són una família de plantes angiospermes de l'ordre de les dioscoreals (Dioscoreales), dins del clade de les monocotiledònies. Conté una quarantena d'espècies, agrupades en cinc gèneres, amb una distribució dispersa dins les zones temperades de l'hemisferi nord.

## Taxonomia
Aquesta família va ser publicada per primer cop l'any 1846 a l'obra Skandinaviens Växtfamiljer i sammandrag framställda pel botànic suec Jonas Bjurzon (1810–1882).

### Gèneres
Dins d'aquesta família es reconeixen els cinc gèneres següents:
- Aletris L.
- Lophiola Ker Gawl.
- Metanarthecium Maxim.
- Narthecium Huds.
- Nietneria Klotzsch ex Benth.